# Slick Shoes/Cooter Split
Slick Shoes/Cooter è uno split EP delle band pop punk Slick Shoes e Autopilot Off, noti all'epoca come Cooter, pubblicato nel 2000.

## Tracce
1. Crooked  – 2:38
2. Hope Against Hope  – 1:58
3. Ten Ways To Stay Out Of Debt  – 2:24
4. Work It  – 3:05
5. Clockwork  – 2:31
6. The Silver Star  – 2:25
7. Pin The Tail On The Donkey  – 3:26
8. Spring Training  – 2:23